# Джаред Беднар
Джаред Беднар (англ. Jared Bednar; нар. 28 лютого 1972, Йорктон, Канада) — колишній канадський хокеїст та згодом тренер. У своїй активній професійній кар'єрі з 1993 по 2002 рік захисник виступав виключно в нижчих лігах, зокрема в ECHL. Там він розпочав свою тренерську кар'єру, яка провела його через чемпіонати ECHL та Американській хокейній лізі до НХЛ.

## Тренерська робота
25 серпня 2016 року Беднара призначили головним тренером «Колорадо Аваланч». У сезоні 2021/22 він привів «Колорадо Аваланч» до перемоги в Кубку Стенлі.

## Нагороди
- Володар Кубка Стенлі як головний тренер «Колорадо Аваланч» — 2022.